# 有求必应 (动画)
《有求必应》 是中国大陆上海美术电影制片厂制作的一部水墨动画片，该动画片根据中国民间传说改编而成。于1987年上映，讲述了土地神又求必应的故事。

## 剧情简介
影片讲述早先烧香拜佛的年代，出门十里八村的都有土地庙。有些土地庙有求不应，渐渐的荒废了。但是有座土地庙却很灵验，时常为人们办好事。于是人们送匾一块，上述：“有求必应”四个大字悬于庙前。某年年正月初一，土地爷要上天朝见玉帝，庙中大小事务交给土地婆处理。临行前嘱咐土地婆为民造福，千万不要砸了庙中有求必应的招牌。土地爷上天后不久，船夫上庙烧香请求刮风，农夫拜庙要求下雨。土地婆放风后大风把河边国林的果子吹落一地，而大雨将路过的盐商的食盐全淋化了。果园主人急忙到土地庙烧香要求风停，盐商上供要求停雨。土地婆刹风停雨后农夫和船夫又来求风拜雨，果园主人和盐商则请求停雨住风。最后四个人在土地庙中吵成一团，而土地婆却是谁的要求都满足不了。一怒之下之下，将“有求必应”的匾额摔于庙门前。土地公回来后大吃一惊，向土地婆问明事情原委后，土地公笑呵呵将所有问题一一解决.......